# Autostrada A89 (Franța)
Autostrada A89 (numită și La Transeuropéenne) este o autostradă franceză care leagă Bordeaux (la nivelul orașului Libourne) de Lyon (Limonest), trecând prin Clermont-Ferrand.
Proiectul a început în 1991 și s-a încheiat în 2018. A constat în mare parte în construirea unei noi căi și reutilizarea unei porțiuni mari din A72, construită în anii 1970 și 1980.
Autostrada a preluat numărul drumului național pe care îl urmează, drumul național 89, oferind o alternativă (cu taxă) la Route Centre-Europe Atlantique.
Prin urmare, aceasta se abate de la sistemul de numerotare regional implementat în anii 1970. De fapt, Lyon face parte din zona 4 (autostrăzi de la 40 la 49), Bordeaux din zona 6 (autostrăzi de la 60 la 69), Clermont-Ferrand din zona 7 (autostrăzi de la 70 la 79), iar autostrăzile numerotate de la 80 la 88 ar trebui să fie în zona 8, care corespunde regiunii de Vest (Bretania, Normandia, Pays de la Loire).
Are 544 de kilometri în serviciu: 167 km între Libourne și Brive-la-Gaillarde, 175 km între Saint-Germain-les-Vergnes și Combronde, și 143 km între Clermont-Ferrand și Limonest. Este o concesiune a Autoroutes du Sud de la France, cu excepția ultimului tronson de 5 km între La Tour-de-Salvagny și Limonest, concesionat companiei APRR. Este a doua cea mai lungă autostradă din Franța, după A10, care are 557 km.
Pentru a asigura continuitatea numerotării, odată cu deschiderea secțiunii dintre nodul rutier Saint-Julien-Sancy și bifurcația Combronde la începutul anului 2006, tronsonul comun cu autostrada A71 poartă acum ambele denumiri (A71-A89), în timp ce autostrăzile A710 și A72, între Clermont-Ferrand și Nervieux, au fost redenumite A89.

## Istoric
Această autostradă transversală a fost concepută pentru deschiderea centrului Franței, care până atunci era conectat doar cu Parisul, și pentru a oferi o legătură mai rapidă între a doua și a șasea arie urbană din Franța, Lyon și Bordeaux. Numele său comercial este, astfel, La Transeuropéenne. Autostrada este supranumită „Autostrada președinților”, deoarece traversează fiefurile mai multor președinți ai Republicii Franceze: Valéry Giscard d'Estaing, Jacques Chirac și François Hollande, și trece în apropierea celui al lui Georges Pompidou.
Având în vedere sensibilitatea ecologică a parcului natural regional al Vulcanilor din Auvergne și mai ales impactul vizual al unei asemenea construcții, s-a decis să nu se traverseze lanțul muntos Puys prin mijlocul său. Astfel, la apropierea de Puys, autostrada urcă spre nord pentru a ocoli vulcanii, privând astfel Clermont-Ferrand de un acces direct la autostradă dinspre vest.

### Tronsoane deschise
Autostrada A89 este împărțită în mai multe tronsoane:
- Libourne - Périgueux - Thenon - Terrasson-Lavilledieu - Brive-la-Gaillarde;
- Saint-Germain-les-Vergnes - Tulle - Ussel - Saint-Julien-Puy-Lavèze - Combronde;
- Combronde - Clermont-Ferrand: legătură comună (dublă numerotare) prin A71;
- Clermont-Ferrand - Thiers - Nervieux (fostă A72, redenumită A89 în 2006);
- Nervieux – La Tour-de-Salvagny – Limonest.

Tronsonul de la Arveyres la Saint-Julien-Puy-Lavèze, cu o lungime de 288 km, a fost declarat de utilitate publică la 10 ianuarie 1996. Secțiunea dintre Peyrignac și Cublac a fost declarată, la rândul ei, de utilitate publică pe 12 iulie 2005.

#### Tronsonul între A20 și Saint-Germain-les-Vergnes
Un comunicat al prefecturii Corrèze, datat 15 mai 2006, confirma prelungirea A89, la nord de Brive-la-Gaillarde, prin amenajarea drumului RD 9 la 2 × 2 benzi până în anii 2012-2013, apoi extinderea la 2 × 3 benzi a secțiunii comune cu A20, în funcție de evoluția traficului rutier. Aceasta însemna abandonarea definitivă a tronsonului dintre Saint-Germain-les-Vergnes și Brive-la-Gaillarde-Nord, care devenea redundant cu A20.
Tronsonul de 4,5 km a fost inaugurat pe 7 februarie 2015 de către François Hollande, președintele Republicii, și dat în folosință pe 17 aprilie 2015.

#### Tronsonul de la Nervieux la La Tour-de-Salvagny

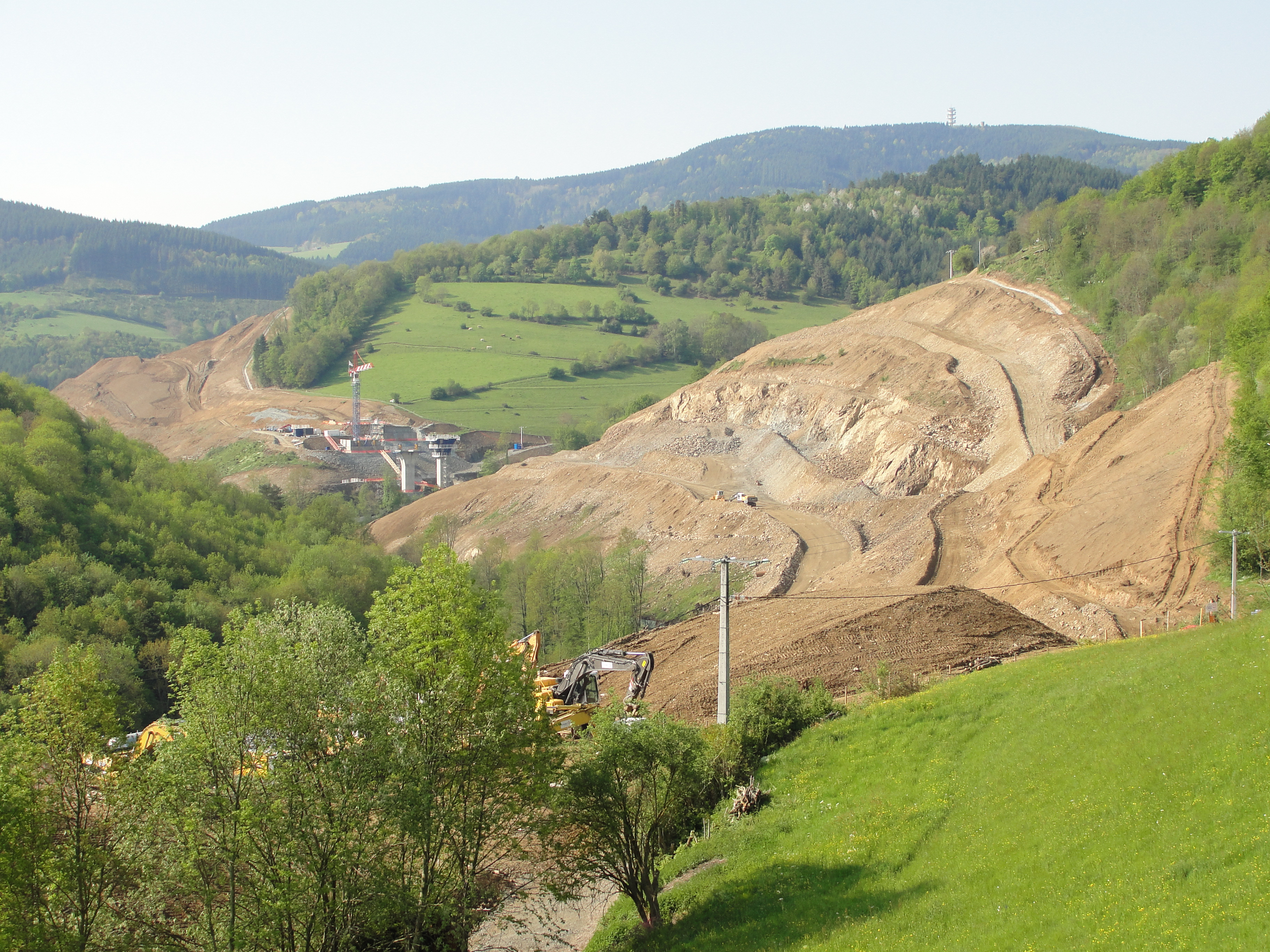
Vedere de ansamblu a șantierului între Violay (42) și Tarare (69) - primăvara anului 2010.
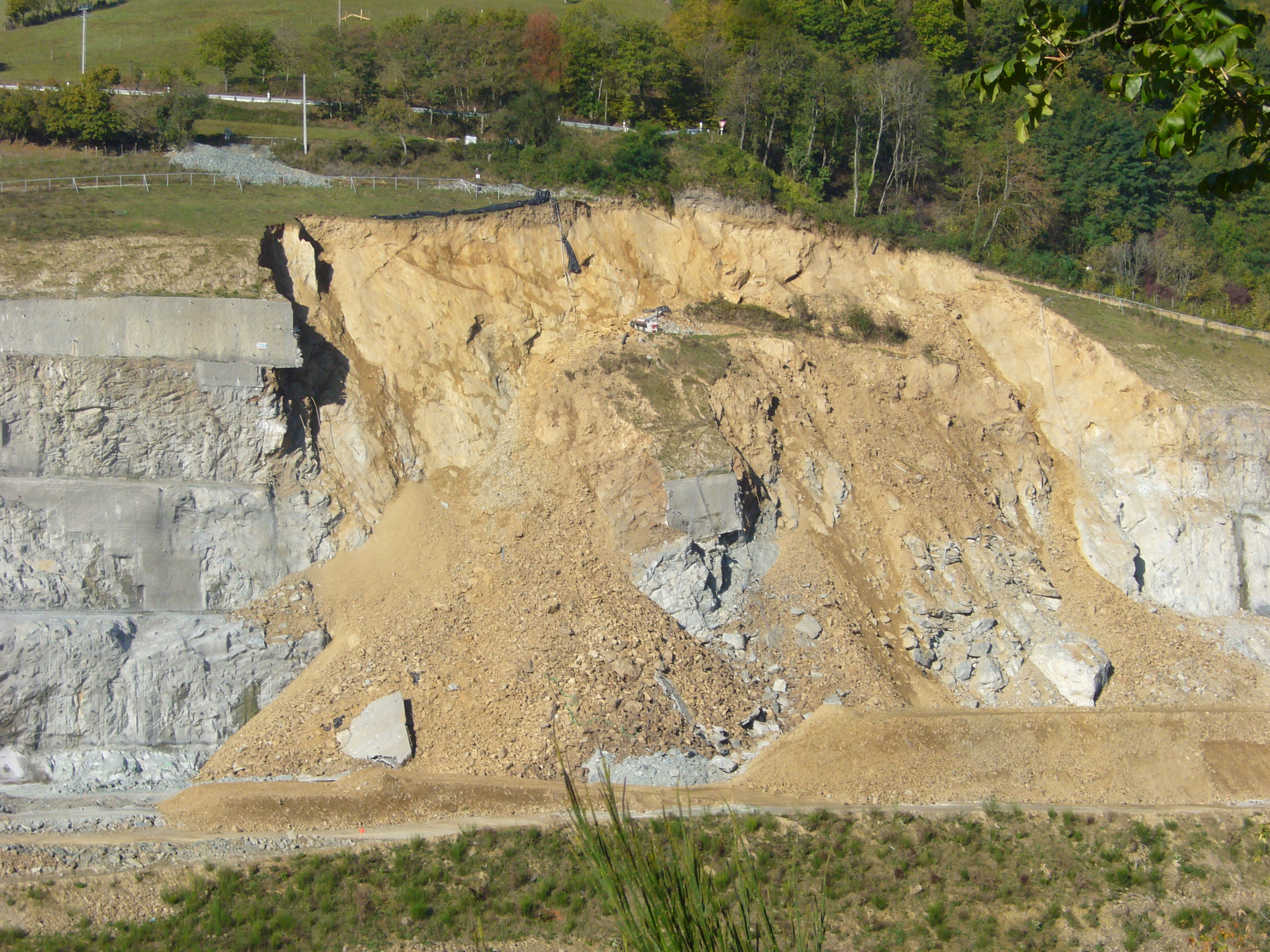
Toamna 2011: alunecare de teren care a provocat moartea unui expert.
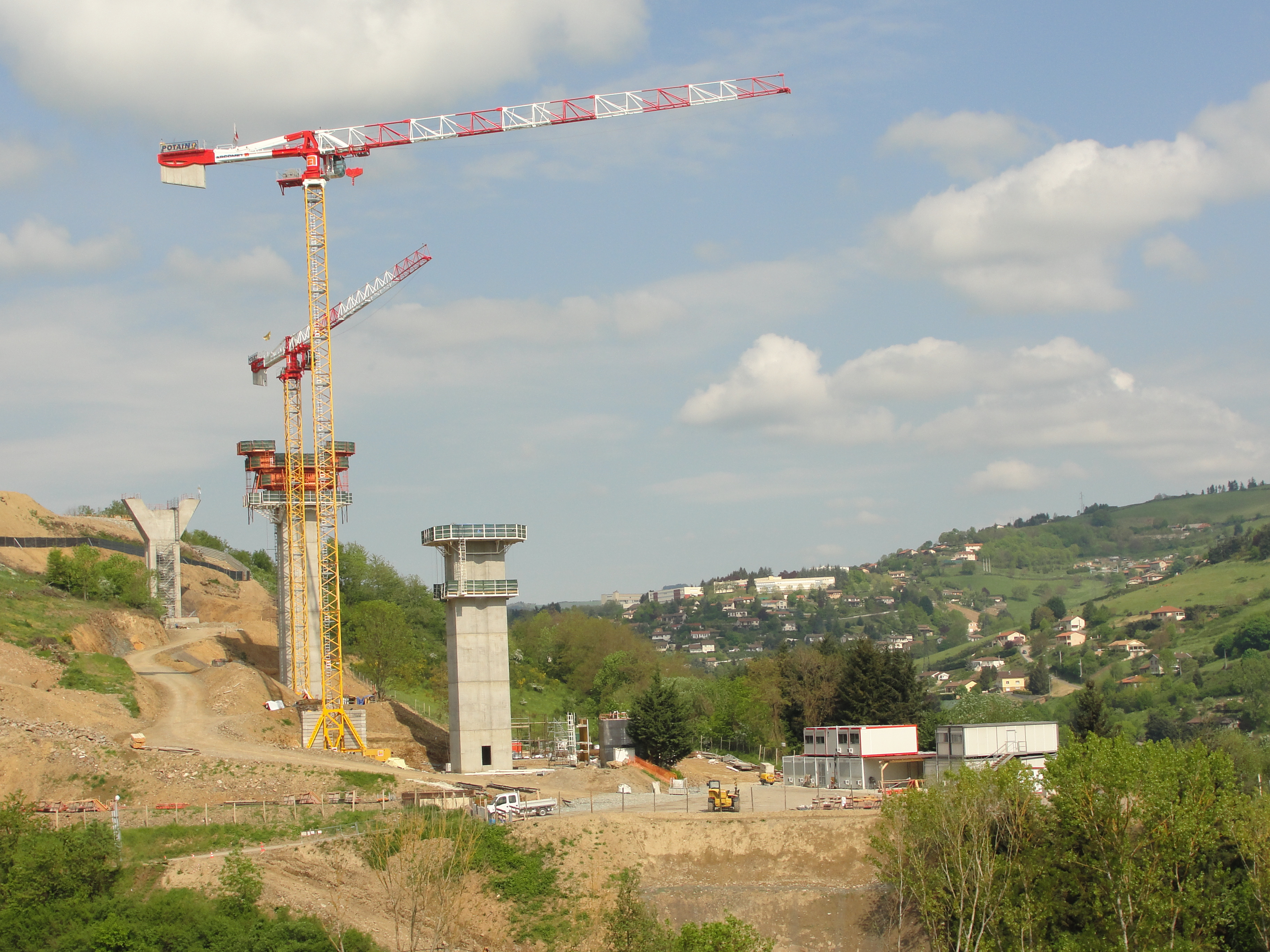
Amenajarea viaductului Goutte Vignole în primăvara anului 2010.
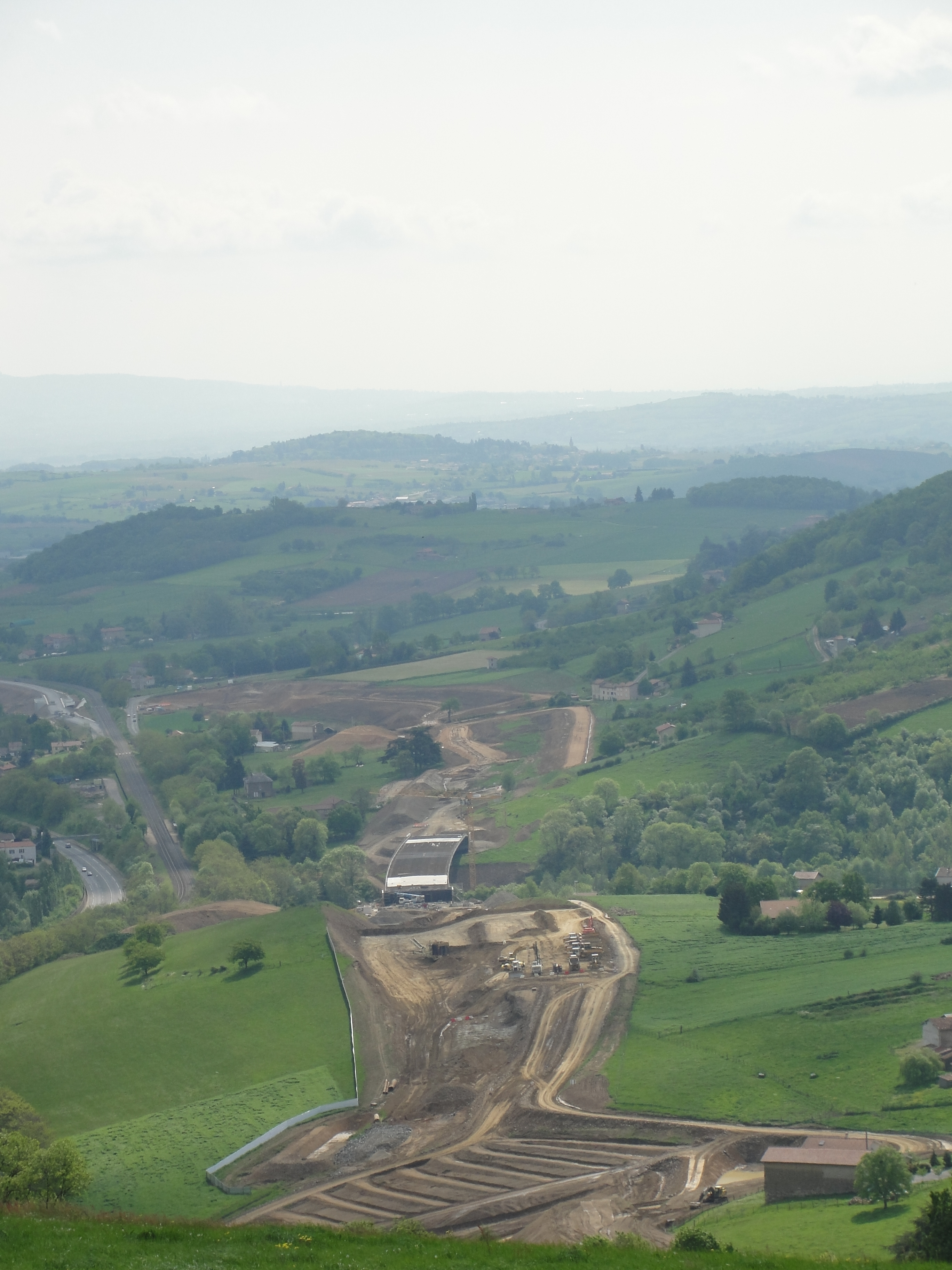
Viaductul Torranchin în curs de finalizare în primăvara anului 2010.
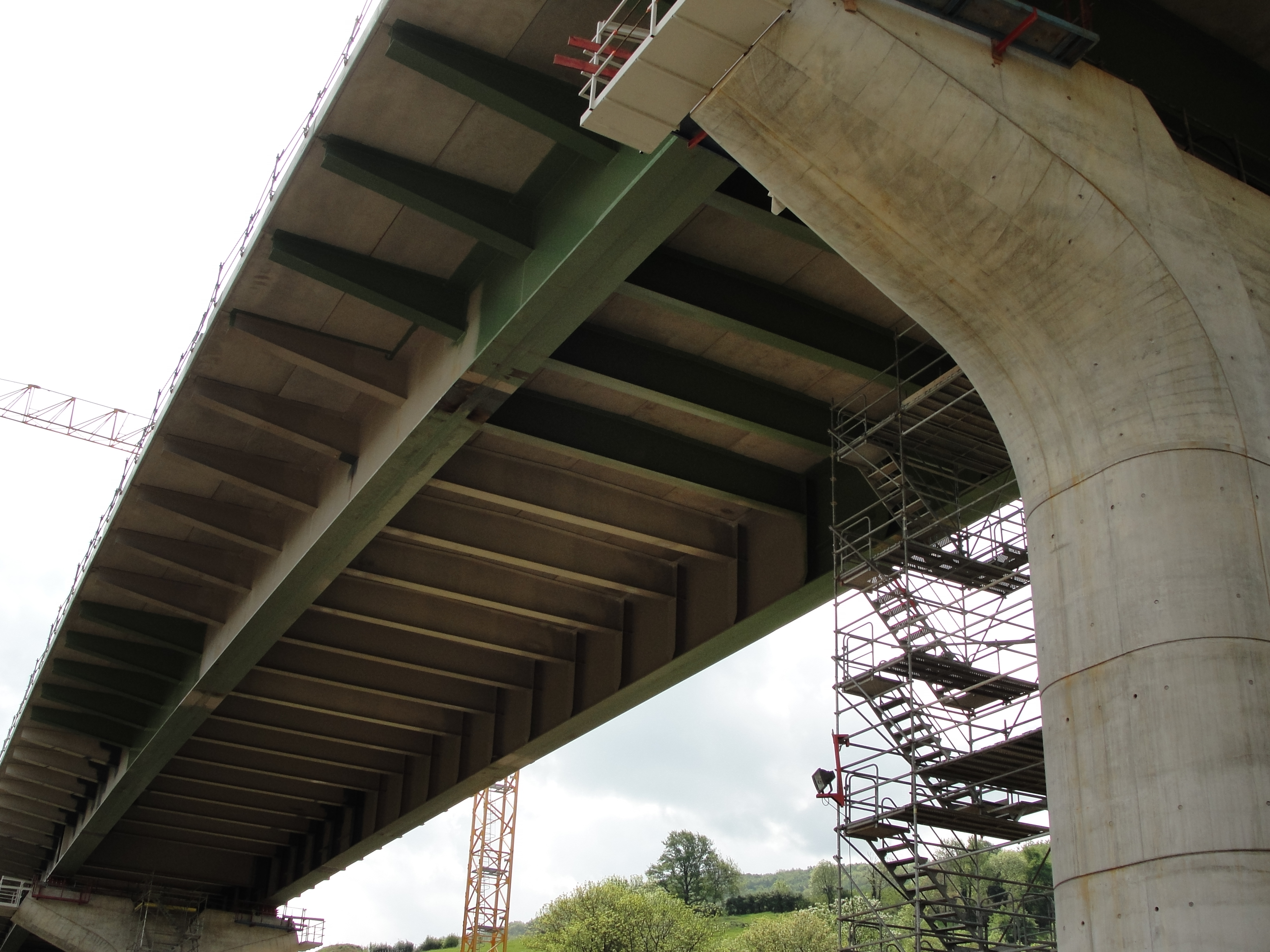
Sub viaductul Torranchin - primăvara 2010.

Lucrările au început pe 28 iunie 2008 cu săparea unui prim tunel de 3,9 km între Violay (Loire) și Joux (Rhône). Cu o lungime totală de 49,5 km, dintre care 31,5 km în departamentul Loire, această secțiune de autostradă leagă și Roanne de La Tour-de-Salvagny, la intrarea în Lyon, prin Balbigny. Șantierul a costat 1,5 miliarde de euro.
În septembrie 2010, viaductul Torranchin din Saint-Marcel-l'Éclairé a fost prima lucrare finalizată pe acest tronson. Această structură, având 196 m lungime și 21,55 m lățime, a costat 11 milioane de euro (TVA inclus) și a fost construită de Eiffage Travaux Publics, Eiffel Construction Métallique și Forézienne d'Entreprises.
În total, au fost construite zece structuri excepționale: șapte viaducte, dintre care cel mai spectaculos este viaductul Goutte Vignole (618 metri), și trei tuneluri: tunelul Violay (3.900 m), tunelul La Bussière (1.050 m) și tunelul Chalosset (750 m).
A89 are 2 × 3 benzi pe o distanță de 5 km de fiecare parte a tunelului Violay.
Acest tronson a fost inclus în schema directorală națională a infrastructurii în anii 1970, dar a fost abandonat în 1975 ca urmare a crizei petrolului din 1973. Secțiunea care traversează zonele din valea inferioară a râului Azergues și din Beaujolais a întâmpinat opoziție din partea unui teritoriu agricol și a unei influențe urbane puternice (apropierea de Villefranche-sur-Saône). În ciuda opoziției asociațiilor, inclusiv a Comitetului de coordonare împotriva autostrăzii din zona Beaujolais (3CAB), care prefera amenajarea unui drum național cu 2 × 2 benzi, studiile de anteproiect au avut totuși loc în 1997. Ancheta publică a fost lansată în iunie 1997, iar comisia de anchetă a emis un aviz favorabil pentru realizarea acestei secțiuni de autostradă. Procedura de declarare a utilității publice nu a fost însă continuată, conform unui comunicat din 5 ianuarie 1999, din cauza dificultăților de mediu evidențiate în Comitetul Interministerial de Amenajare și Dezvoltare a Teritoriului (în franceză Comité interministériel d'aménagement et de développement du territoire (CIADT)) din 15 decembrie 1998. Proiectul era atunci estimat la 11 miliarde de franci. Douăzeci de asociații de riverani împotriva acestei autostrăzi au fost constituite între 1987 și 1995. Acest tronson, până la La Tour-de-Salvagny, a fost declarat de utilitate publică pe 17 aprilie 2003.
Pe tronsonul autostrăzii A89 dintre Balbigny și La Tour-de-Salvagny, există trei stații de taxare:
- Tarare-Centre: situată în comuna Joux.
- Tarare-Est: situată în comuna Saint-Romain-de-Popey.
- Saint-Romain-de-Popey: o stație mai mare, tot în comuna Saint-Romain-de-Popey.

Tronsonul a fost inaugurat pe 19 ianuarie 2013 și deschis două zile mai târziu.

#### Tronsonul între La Tour-de-Salvagny și Limonest
Pe 4 aprilie 2016, au început lucrările pentru realizarea legăturii între A89 la La Tour-de-Salvagny și A6 la nivelul Limonest, declarată de utilitate publică cu un an înainte. Această legătură, deschisă pe 3 martie 2018, asigură continuitatea nu doar cu A6, ci și cu A46 prin intermediul conexiunii rutiere A466.
Consilierii municipali, asociațiile, comunitatea urbană din Lyon, condusă de Gérard Collomb, departamentul Rhône, precum și alte organizații s-au opus acestei conexiuni, propunând o alternativă, în special spre Anse/Quincieux (A46N). Aceasta ar fi permis să nu fie redirecționat tot traficul de pe A89 prin tunelul de sub Fourvière, deja suprasaturat.

## Exploatare și servicii
Radio Vinci Autoroutes (107,7 FM) funcționează în sectorul ASF al A89. A89 face parte din zona Centru din rețeaua ASF.

## Traseu
| De la N230 (Bordeaux) până la ieșirea 7; secțiune gratuită, neconcesionată, având statutul de drum rapid (RN89), gestionată de DIR Atlantique. | |              |
| Intersecție | Nod rutier între RN230 și RN89: Paris, Aeroportul Bordeaux–Mérignac, Carbon-Blanc, Lormont, Bordeaux-Lac, Toulouse, Bayonne, Bassin d'Arcachon, Z.I. Artigues, Bordeaux-Saint-Jean, Bordeaux-centru, Lormont-Quatre Pavillons. | RN230 E70    |
| N89 E70 | 2x2 benzi parțial denivelate |              |
| 1 - Artigues | Oraș deservit: Artigues-près-Bordeaux. |              |
| | Zona de servicii Relais de Moulinat (sensul Bordeaux > Lyon). |              |
| 2 - Le Poteau d'Yvrac | Orașe deservite: Tresses, Yvrac, Artigues-près-Bordeaux-Le Poteau d'Yvrac. |              |
| Le Poteau d'Yvrac | Oraș deservit: Artigues-près-Bordeaux-Le Poteau d'Yvrac (nod rutier parțial). |              |
| Route du Courneau | Oraș deservit: Montussan (nod rutier parțial). |              |
| 3 - Montussan ouest | Oraș deservit: Montussan. |              |
| 4 - Montussan est | Orașe deservite: Saint-Loubès, Pompignac, Relais de Moulinat-La Poste. |              |
| 5 - L'Intendant | Orașe deservite: Saint-Sulpice-et-Cameyrac, Beychac-et-Caillau, Sallebœuf, La Maison du Vin de Bordeaux. |              |
| 6 - Beychac-et-Caillau | Orașe deservite: Beychac-et-Caillau, La Barade, L'Intendant. |              |
| | Zona de servicii Relais de Canteloup (sensul Lyon > Bordeaux). |              |
| 7 - Grand-Cazau | Orașe deservite: Vayres, Izon, Vayres-Grand-Cazau. |              |
| De la ieșirea 7 până la ieșirea 9; secțiune gratuită, neconcesionată, având statutul de drum expres (RN89), gestionată de DIR Atlantique.      | |              |
| RN89 E70 | |              |
| 8 - Vayres | Orașe deservite: Libourne-centru, Arveyres, Saint-Germain-du-Puch, Cadarsac. | RD2089       |
| 9 - Arveyres | Orașe deservite: Périgueux, Bergerac, Castillon-la-Bataille, Saint-Émilion, Libourne-vest (nod rutier parțial). | RD1089       |
| RN89 E70 | |              |
| De la ieșirea 9 până la ieșirea 14; secțiune cu taxă în sistem închis, concesionată către ASF.                                                 | |              |
| A89 E70 | |              |
| | Punctul de taxare Arveyres. |              |
| | Viaductul Barrails. |              |
| | Viaductul Mascaret. |              |
| 10 - Libourne nord | Orașe deservite: Paris și Royan prin A10, Libourne, Saint-André-de-Cubzac, Saint-Denis-de-Pile, Libourne-nord. | RD670 A10    |
| | Zone de odihnă: Les Vignes (în ambele sensuri). |              |
| 11 - Coutras | Orașe deservite: Saint-Émilion, Coutras. | RD261 RD1089 |
| | Zona de servicii Les Palombières (în ambele sensuri). |              |
| | Trecerea din departamentul Gironde în departamentul Dordogne. |              |
| 12 - Montpon-Ménestérol | Orașe deservite: Castillon-la-Bataille, Ribérac, Sainte-Foy-la-Grande, Montpon-Ménestérol. |              |
| 13 - Mussidan sud | Orașe deservite: Bergerac, Mussidan. | RD709        |
| | Viaductul Crempse. |              |
| | Punctul de taxare Mussidan. |              |
| 13.1 - Mussidan est | Oraș deservit: Neuvic (nod rutier parțial). | RD6089       |
| 14 - Périgueux ouest | Orașe deservite: Bordeaux, Libourne, Angoulême, Neuvic, Coulounieix-Chamiers, Saint-Astier, Périgueux-vest. | RD6089       |
| De la ieșirea 14 până la ieșirea 16; secțiune gratuită concesionată către ASF.                                                                 | |              |
| | |              |
| 15 - Périgueux sud | Orașe deservite: Agen, Bergerac, Périgueux-centru, Coulounieix-Chamiers. | RN21 RD6021  |
| 16 - Périgueux est | Orașe deservite: Angoulême, Limoges, Brive-la-Gaillarde, Les Eyzies-de-Tayac-Sireuil, Trélissac, Boulazac, Périgueux-est. | RN221 RD6089 |
| | Zona de servicii Le Manoire (în ambele sensuri). |              |
| | |              |
| De la ieșirea 16 până la A20; secțiune cu taxă în sistem deschis, concesionată către ASF.                                                      | |              |
| | Viaductul Douime. |              |
| | Punctul de taxare Thenon. |              |
| 17 - Thenon est / La Bachellerie | Orașe deservite: Sarlat-la-Canéda, Saint-Yrieix-la-Perche, Montignac-Lascaux, Peștera din Lascaux, La Bachellerie, Le Lardin-Saint-Lazare.                                                                                     | RD6089       |
| | Tunelul Crête des Guillaumaux. |              |
| | Viaductul Elle. |              |
| | Trecerea din departamentul Dordogne în departamentul Corrèze. |              |
| | Viaductul Ribeyrol. |              |
| 18 - Mansac - Terrasson | Orașe deservite: Terrasson-Lavilledieu, Larche, Lacul Causse. | RD133        |
| | Tunelul Gumond. |              |
| | Zona de servicii Le Pays de Brive ((în ambele sensuri). |              |
| | Viaductul Vézère-Corrèze. |              |
| 19 - Brive ouest | Orașe deservite: Brive-la-Gaillarde, Objat (nod rutier parțial). | RD133        |
| | Viaductul Maumont. |              |
| Intersecție | Nod rutier între A20 și A89: Paris, Limoges, Lyon, Clermont-Ferrand, Tulle, Toulouse, Cahors. | A20 E9 E70   |
| Tronson comun cu A20; secțiune gratuită, neconcesionată, gestionată de DIR Centre-Ouest                                                        | |              |
| A20 E9 E70 | |              |
| | Limitare la 110 km/h. |              |
| 49 - Ussac | Orașe deservite: Tulle, Brive-la-Gaillarde-est, Malemort-sur-Corrèze, Ussac. | RD1089       |
| | Limitare la 130 km/h (sensul sud > nord). |              |
| 48 - Donzenac | Orașe deservite: Allassac, Donzenac. | RD133        |
| | Limitare la 110 km/h (sensul Vierzon > Toulouse). |              |
| 47 - Theil | Orașe deservite: Donzenac, Sadroc. |              |
| Intersecție | Nod rutier între A20 și A89: Lyon, Clermont-Ferrand, Tulle, Saint-Germain-les-Vergnes. | A20 E70      |
| A20 E9 E70 | |              |
| De la A20 până la ieșirea 19.1; secțiune gratuită concesionată către ASF.                                                                      | |              |
| A89 E70 | |              |
| | Limitare la 110 km/h. |              |
| 19.1 - Saint-Germain-les-Vergnes | Oraș deservit: Saint-Germain-les-Vergnes. | RD9          |
| De la ieșirea 19.1 până la A71; secțiune cu taxă în sistem închis, concesionată către ASF.                                                     | |              |
| | Punctul de taxare Saint-Germain-les-Vergnes. |              |
| | Limitare la 130 km/h. |              |
| 20 - Tulle nord | Orașe deservite: Tulle-centru, Uzerche, Tulle-nord. | RD1120       |
| | Viaductul Pays de Tulle. |              |
| | Viaductul Chadon. |              |
| 21 - Tulle est | Orașe deservite: Aurillac, Tulle-centru, Beaulieu-sur-Dordogne, Argentat-sur-Dordogne, Tulle-est. | RD1089       |
| | Zona de servicii La Corrèze (în ambele sensuri). |              |
| 22 - Égletons | Orașe deservite: Aubusson, Mauriac-centru, Égletons. |              |
| | Limitare la 130 km/h (sensul Bordeaux > Lyon). |              |
| | Viaductul Soudeillette. |              |
| 23 - Ussel ouest | Orașe deservite: Mauriac, Bort-les-Orgues, Meymac, Ussel-centru, Ussel-vest. | RD1089       |
| | Podul peste Diège. |              |
| | Zonă de odihnă: La Loutre (în ambele sensuri). |              |
| | Viaductul Sarsonne. |              |
| 24 - Ussel est | Orașe deservite: Aubusson, Eygurande, Ussel-centru, Ussel-est. | RD1089       |
| | Viaductul Bergères. |              |
| | Viaductul de la Barricade. |              |
| | Zona de servicii Le Chavanon (în ambele sensuri). |              |
| | Trecerea din departamentul Corrèze în departamentul Puy-de-Dôme. Trecerea din regiunea Nouvelle-Aquitaine în regiunea Auvergne-Rhône-Alpes.                                                                                    |              |
| | Viaductul de la Clidane. |              |
| 25 - Saint-Julien - Sancy | Orașe deservite: Clermont-Ferrand-sud, Bort-les-Orgues, Mont-Dore, La Bourboule. | RD2089       |
| | Zone de odihnă: Prondines (sensul Lyon > Bordeaux); Heume-l'Église (sensul Bordeaux > Lyon). |              |
| 26 - Vulcania - Bromont | Orașe deservite: Limoges, Guéret, Aubusson, vulcanul Puy de Dôme, Vulcania, Volvic, Pontgibaud, Saint-Ours. |              |
| | Viaductul de la Sioule. |              |
| 27 - Manzat | Orașe deservite: Riom, Châtel-Guyon, Manzat. | RD227        |
| | Zona de servicii Manzat (în ambele sensuri). |              |
| | Viaductul de Lalong. |              |
| Intersecție | Nod rutier între A71 și A89: Paris, Montluçon, Vichy. | A71 E11      |
| Tronson comun cu A71; secțiune cu taxă în sistem închis, concesionată către APRR.                                                              | |              |
| A71 A89 E11 E70 | |              |
| | Zone de odihnă: Montpertuis (sensul Orléans > Clermont-Ferrand); Pessat-Villeneuve (sensul Clermont-Ferrand > Orléans). |              |
| 13 - Riom | Orașe deservite: Riom, Volvic, Châtel-Guyon, Mozac. |              |
| | Punctul de taxare Clermont-Barrière. |              |
| 14 - Gerzat | Orașe deservite: Gerzat, Z.I. Ladoux, Centrul de testare Michelin. |              |
| Intersecție | Nod rutier între A71 și A89: Montpellier. | A71 E11      |
| 15 - Clermont nord | Orașe deservite: Clermont-Ferrand, Clermont-Ferrand-Montferrand. | A710         |
| De la A71 până la ieșirea 36; secțiune cu taxă în sistem închis, concesionată către ASF.                                                       | |              |
| A89 E70 | |              |
| Intersecție | Nod rutier între A711 și A89: Montpellier, Clermont-Ferrand-sud. | A711         |
| | Punctul de taxare Martres d'Artière. |              |
| | Podul peste Râul Allier. |              |
| | Zone de odihnă: Pacages (sensul Lyon > Bordeaux); Branchilion (sensul Bordeaux > Lyon). |              |
| 28 - Lezoux | Orașe deservite: Billom, Maringues, Lezoux. | A710         |
| | Zona de servicii Limagne (în ambele sensuri). |              |
| | Podul peste râul Dore. |              |
| 29 - Thiers ouest | Orașe deservite: Vichy, Thiers, Courpière, Thiers-Cartierele de Vest. |              |
| | Început de secțiune limitată la 110 km/h. |              |
| | Zone de odihnă: Lac (sensul Lyon > Bordeaux); Pins (sensul Bordeaux > Lyon). |              |
| 30 - Thiers est | Orașe deservite: Thiers-centru, Chabreloche, Saint-Rémy-sur-Durolle, La Monnerie-le-Montel. | RD2189       |
| | Zonă de odihnă: Suchères (sensul Lyon > Bordeaux). |              |
| | Trecerea din departamentul Puy-de-Dôme în departamentul Loire. |              |
| | Col de Cervières (altitudine 806 m). |              |
| 31 - Noirétable | Orașe deservite: Saint-Just-en-Chevalet, Noirétable. | RD2189       |
| | Zona de servicii Haut Forez (în ambele sensuri). |              |
| | Sfârșit de secțiune limitată la 110 km/h |              |
| 32 - Saint-Germain-Laval | Orașe deservite: Boën-sur-Lignon, Saint-Germain-Laval, Loire. | RD2189       |
| | Zone de odihnă: Ardillers (sensul Lyon > Bordeaux); Bruyères (sensul Bordeaux > Lyon). |              |
| Intersecție | Nod rutier între A72 și A89: Lyon, Saint-Étienne. | A72          |
| | Podul peste râul Loire. |              |
| 33 - Balbigny | Orașe deservite: Roanne, Feurs, Balbigny, Nervieux, Saint-Marcel-de-Félines. | RN82         |
| | Zona de servicii Loire (în ambele sensuri). |              |
| | Tunelul Violay. |              |
| | Trecerea din departamentul Loire în departamentul Rhône. |              |
| 34 - Tarare-Ouest | Orașe deservite: Tarare, Amplepuis, Thizy-les-Bourgs, Panissières. |              |
| | Tunelul Bussière. |              |
| | Tunelul Chalosset. |              |
| 35 - Tarare-Est | Orașe deservite: Tarare, Le Bois-d'Oingt, Pontcharra-sur-Turdine, Villefranche-sur-Saône. |              |
| | Punctul de taxare Saint-Romain-de-Popey. |              |
| | Zonă de odihnă: Pierres Dorées (în ambele sensuri). |              |
| De la ieșirea 36 până la ieșirea 39; secțiune gratuită concesionată către ASF.                                                                 | |              |
| 36 - L'Arbresle | Orașe deservite: Roanne, Thiers, L'Arbresle. | RD307        |
| 37 - Pont-de-Dorieux | Orașe deservite: Marcy-l'Étoile, Chazay-d'Azergues. |              |
| 38 - Lentilly | Orașe deservite: Marcy-l'Étoile, Dommartin, Lentilly. |              |
| | Trecerea din departamentul Rhône în departamentul Métropole de Lyon. |              |
| 39 - La Tour-de-Salvagny-Ouest | Orașe deservite: Lozanne, Dommartin (nod rutier parțial). |              |
| De la ieșirea 39 până la A6; secțiune gratuită concesionată către APRR.                                                                        | |              |
| 40 - La Tour-de-Salvagny-Est | Orașe deservite: Tassin-la-Demi-Lune, Charbonnières-les-Bains, La Tour-de-Salvagny. | RD307        |
| 41 - Dardilly | Orașe deservite: Villefranche-sur-Saône, Anse, Lissieu. | RD306        |
| | Viaductul de Sémanet. |              |
| Intersecție | Nod rutier între A6 și A89: Lyon, Paris, Villefranche-sur-Saône, Geneva, Grenoble. | A6 E70       |
| A89 E70 | |              |

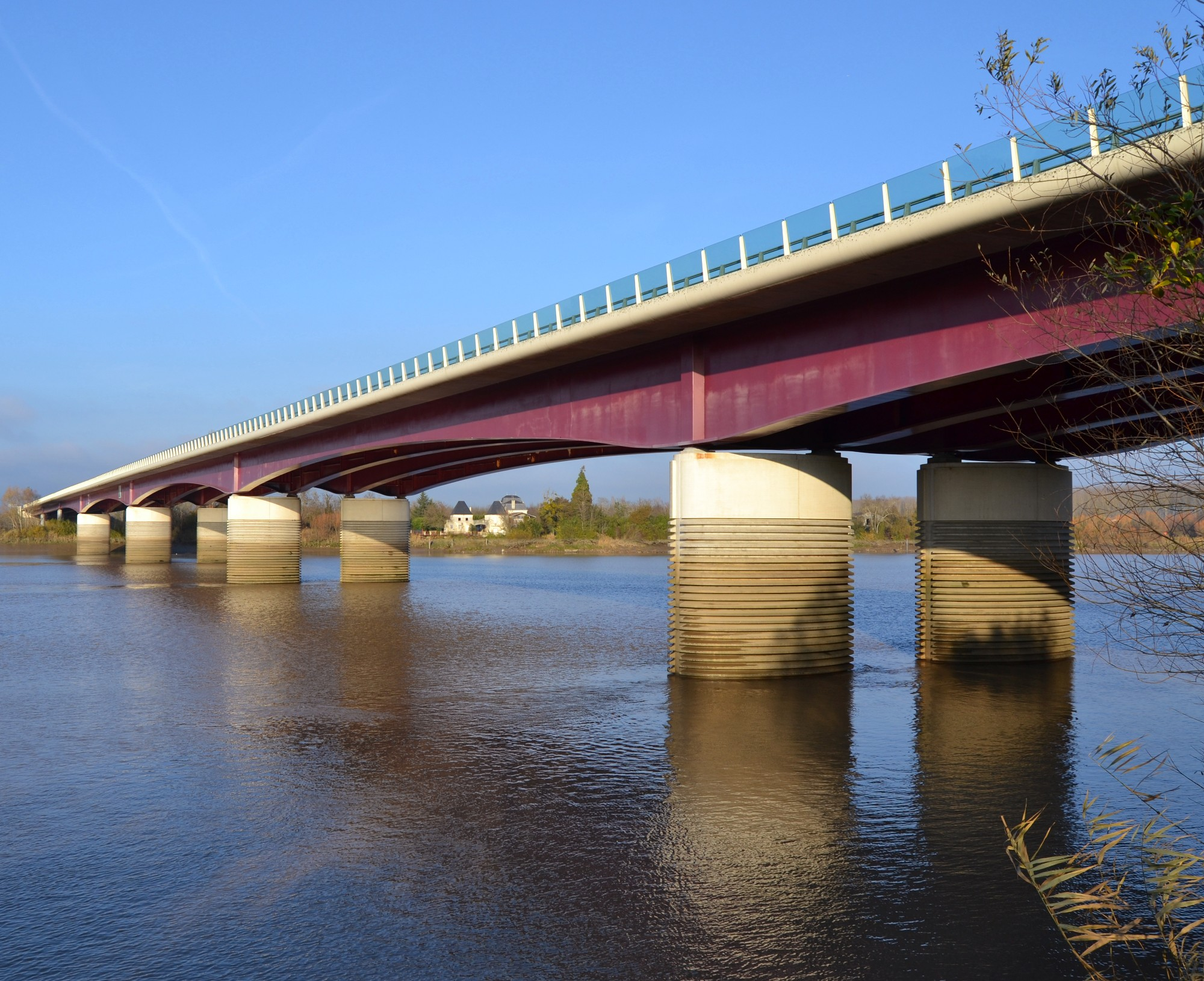
Viaductul Mascaret peste râul Dordogne, lângă Libourne.
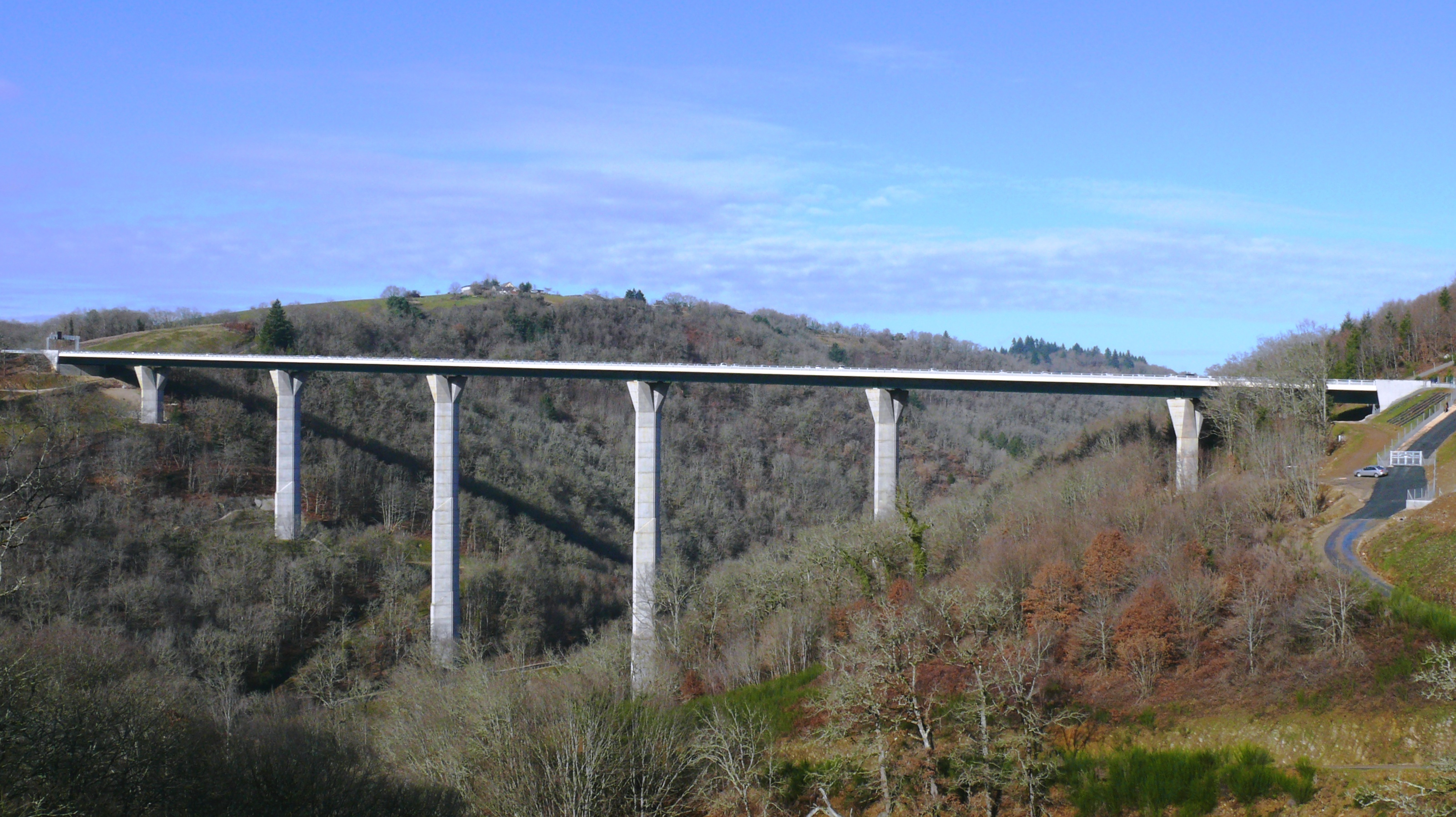
Viaduc de l'Elle
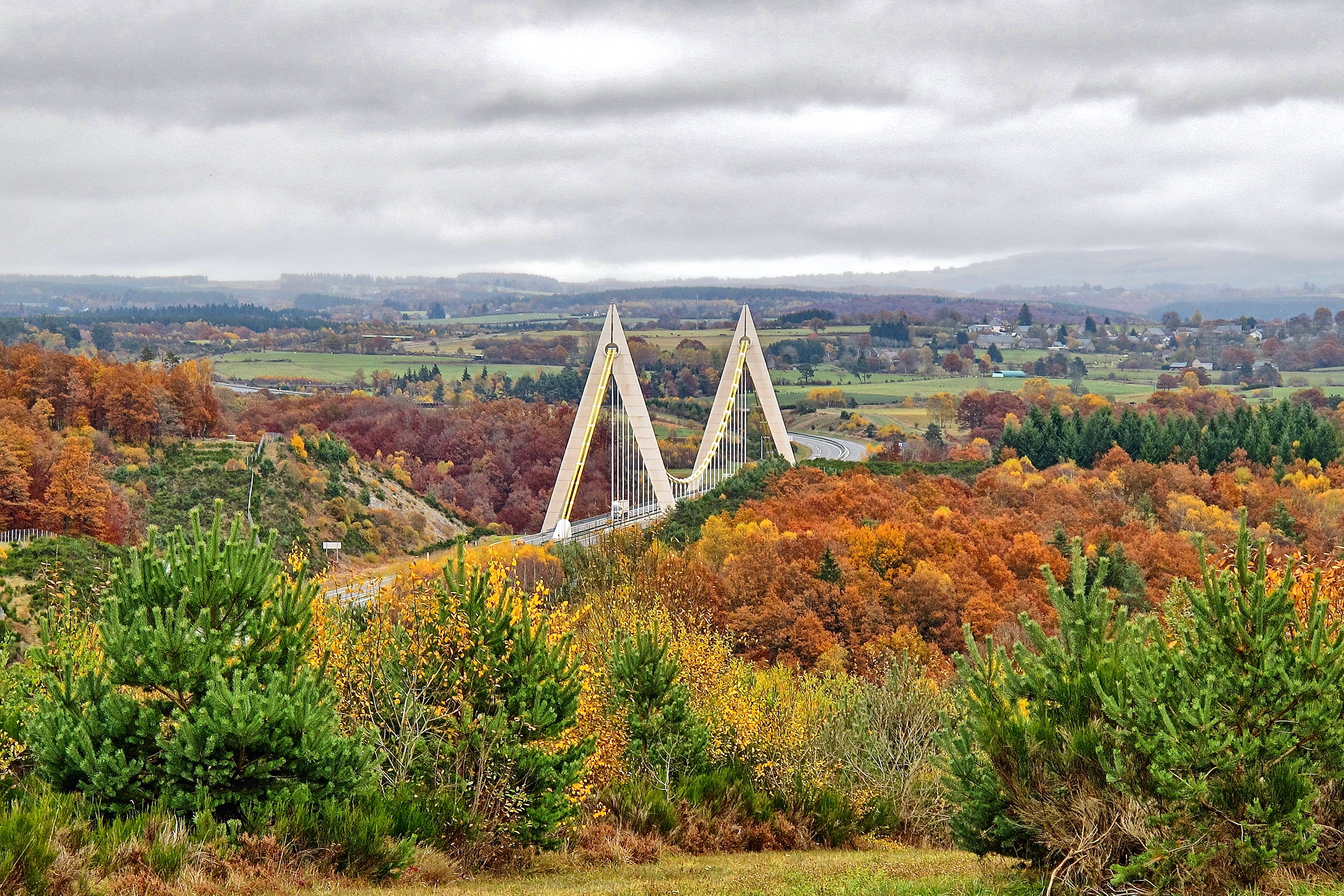
Viaductul Chavanon, între Corrèze și Puy-de-Dôme.
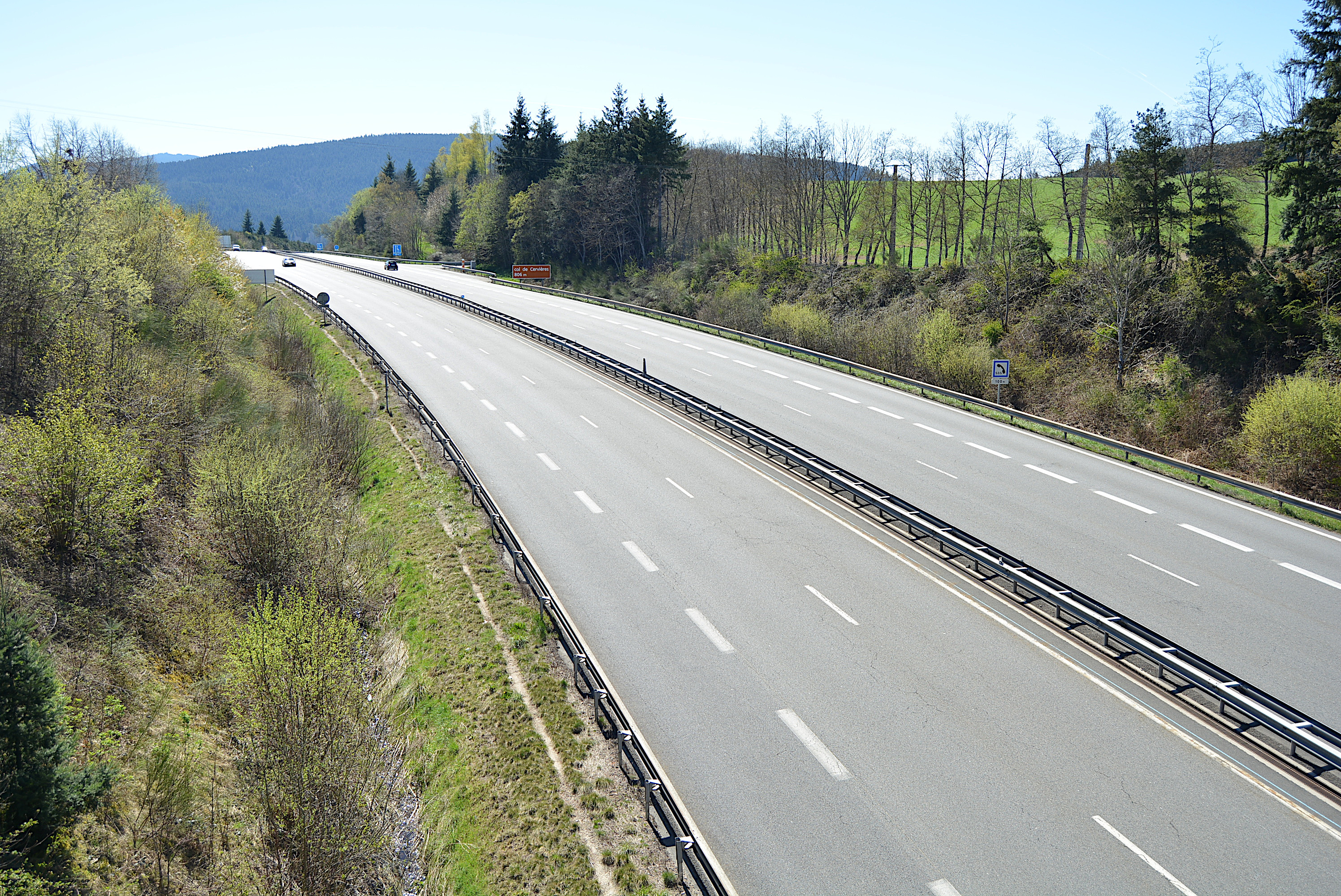
Traversarea pasului Cervières (altitudine 806 m) în direcția Clermont-Ferrand.
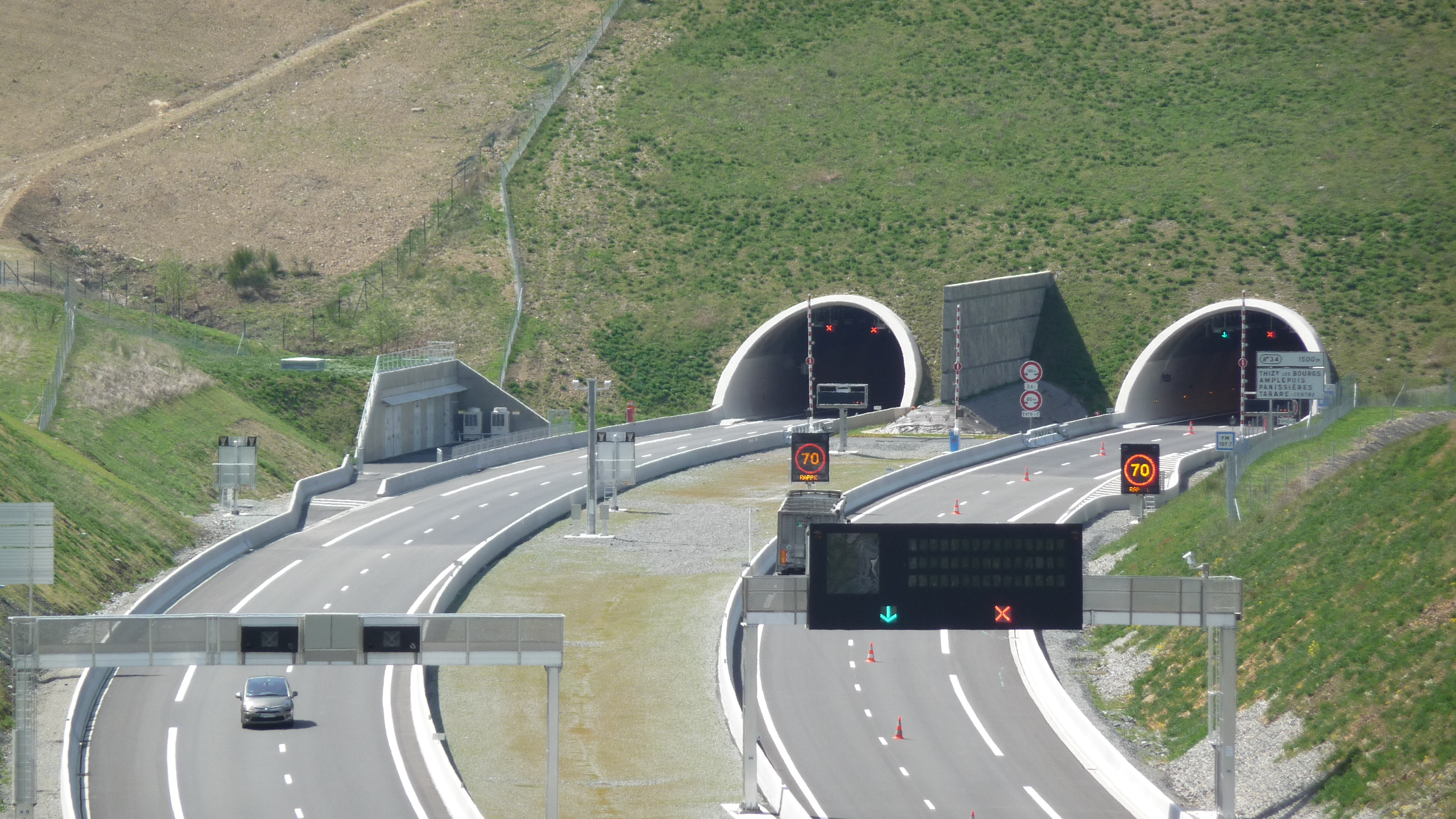
Intrarea Est a Tunelului Bussière, lângă Tarare.
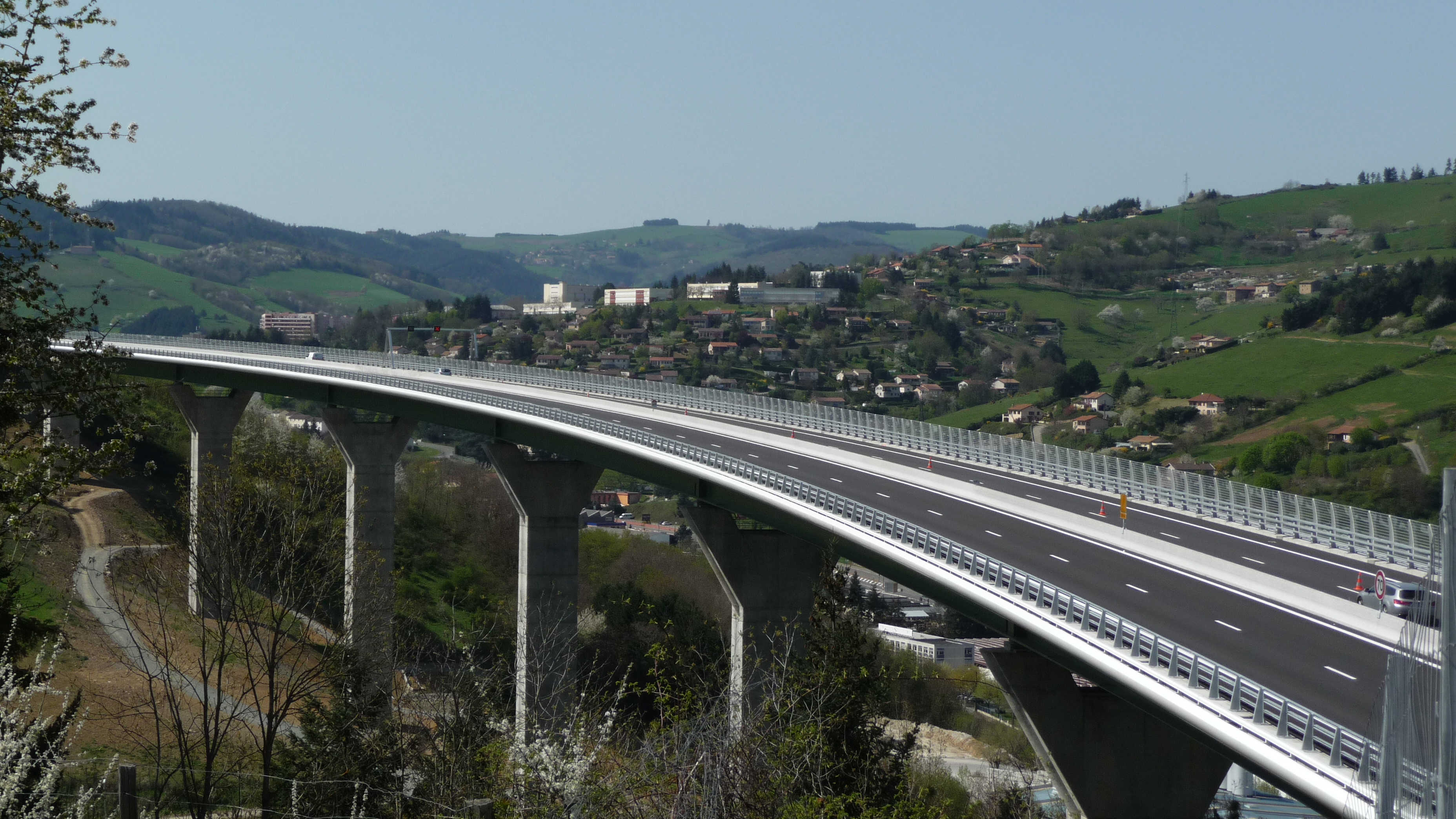
Viaductul Goutte-Vignole.
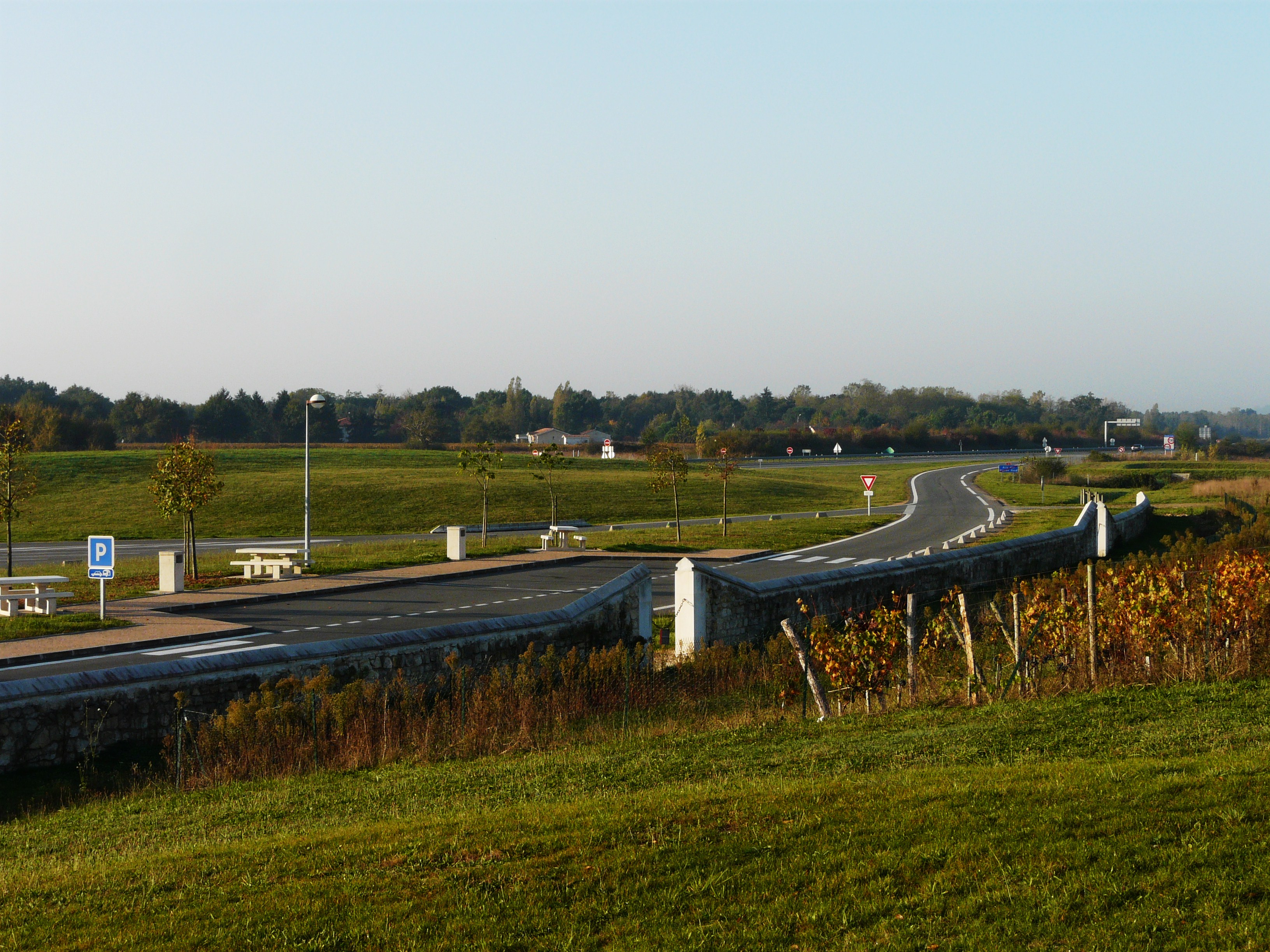
Zona de odihnă Vignes Nord din Gironde.
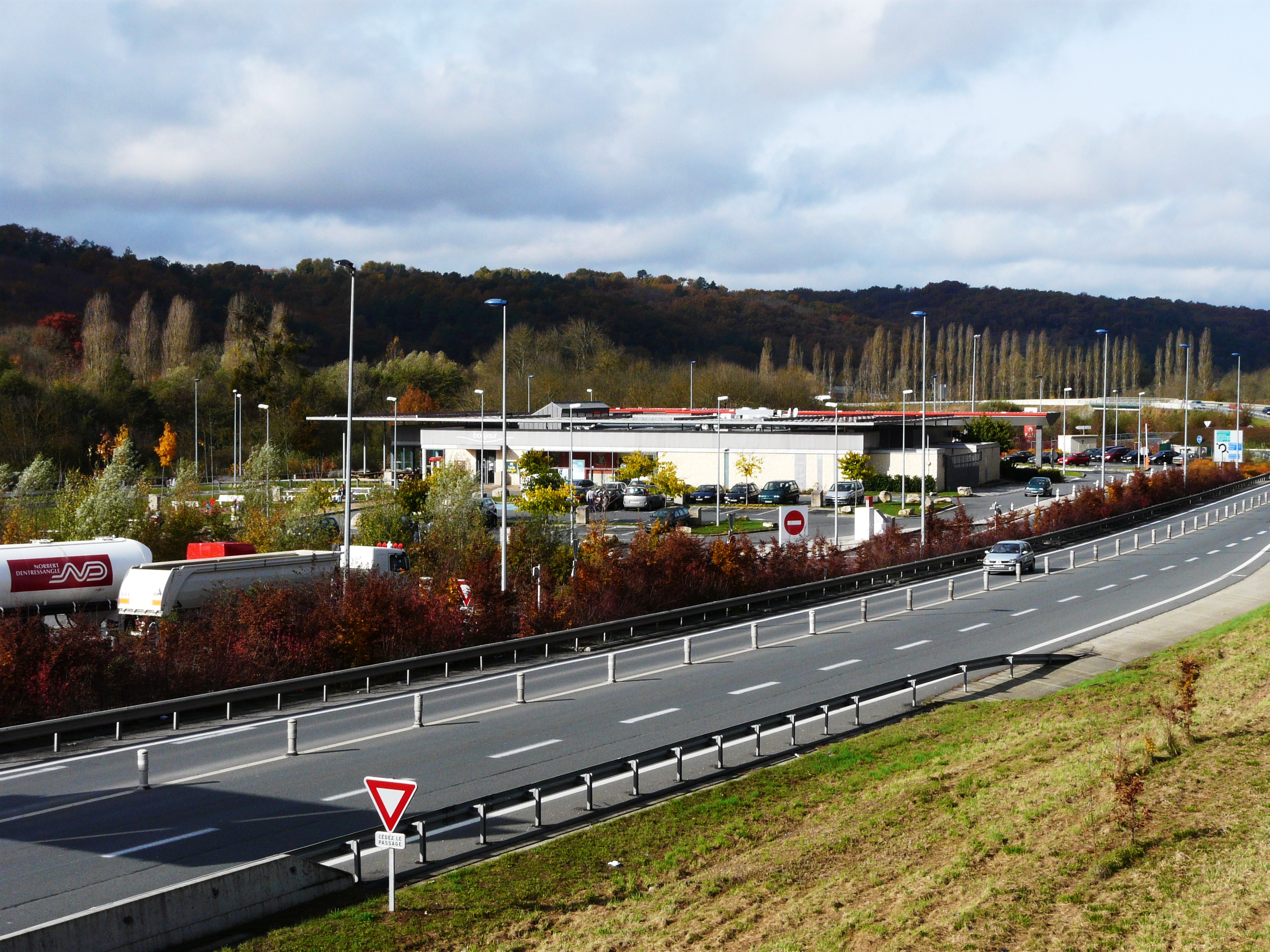
Zona de servicii Manoire la est de Périgueux.
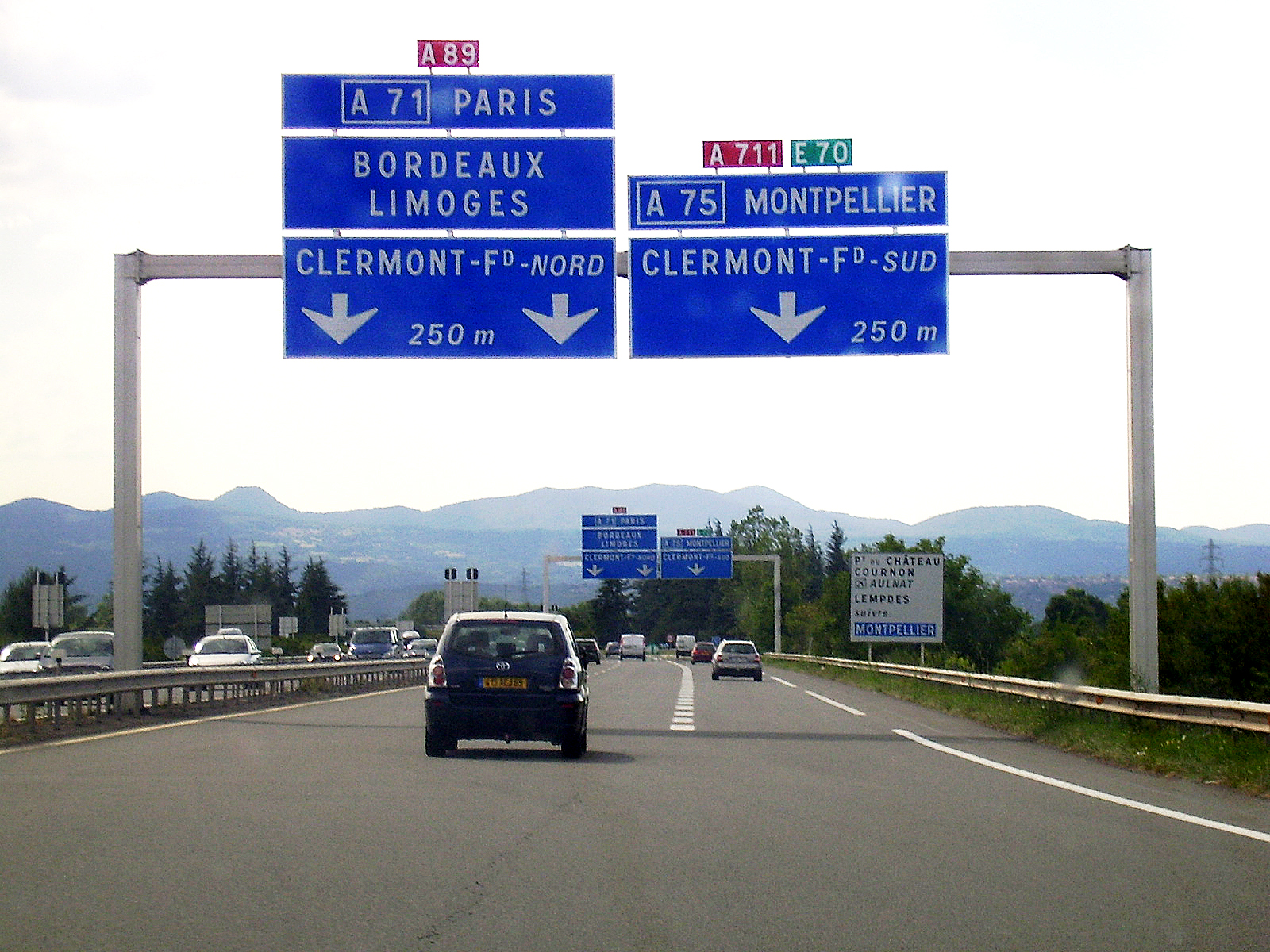
Intersecția între autostrăzile A89 și A711.